# Pteroxygonum giraldii
Pteroxygonum giraldii là một loài thực vật có hoa trong họ Rau răm. Loài này được Dammer & Diels miêu tả khoa học đầu tiên năm 1905.